# June Storey
June Storey (Toronto, 20 aprile 1918 – Vista, 18 dicembre 1991) è stata un'attrice canadese.

## Biografia
Il padre, una guardia forestale canadese, nel 1923 emigrò con la famiglia negli Stati Uniti, nel Connecticut. Trasferitisi nel 1939 a Laguna Beach, in California, June vi studiò e fece le prime esperienze di recitazione nel teatro della cittadina. Fu notata da agenti della Fox Film Corporation, che la inserirono nella scuola di formazione della casa produttrice.  
Dopo aver sostenuto una piccola parte nel film Student Tour (1934), June Storey firmò un contratto di sette anni con la 20th Century Fox e recitò in Collegio femminile e in altri otto film, finché, nel 1939, la Republic Pictures le offrì la parte di protagonista in film western accanto a Gene Autry. Dal 1939 al 1940 recitarono insieme in dieci film, finché Autry fu arruolato nell'esercito, e Storey preferì risolvere il contratto con la Republic Pictures. 
Dal 1946 al 1949 sostenne ruoli minori in una decina di film, da Venere peccatrice a È tardi per piangere, che fu il suo ultimo film. Si ritirò con il figlio e il marito, sposato nel 1947, in un ranch dell'Oregon. Nel 1950 rimase gravemente ferita in un incidente d'auto e versò in pericolo di vita. Ristabilitasi, decise di dedicarsi agli altri. Divorziata nel 1952, si risposò l'anno dopo e ebbe una figlia. Nuovamente divorziata dopo un solo anno, si trasferì in California diplomandosi infermiera e lavorando in uno studio medico e poi in una casa di cura. Nel 1979 sposò l'uomo del quale per dieci anni aveva assistito la moglie fino alla morte. 
June Storey morì di cancro nel 1991 a Vista, in California, e fu sepolta nel Pacific View Memorial Park a Corona del Mar,

## Filmografia parziale
- Student Tour (1934)
- Collegio femminile (Girls' Dormitory), regia di Irving Cummings (1936)
- L'incendio di Chicago (1937)
- Down in 'Arkansaw' (1938)
- Home on the Prairie (1939)
- Blue Montana Skies (1939)
- Colorado Sunset (1939)
- Il primo bacio (First Love), regia di Henry Koster (1939)
- Rancho Grande (1940)
- In Old Missouri (1940)
- Gaucho Serenade (1940)
- Barnyard Follies (1940)
- Dance Hall, regia di Irving Pichel (1941)
- Una signora pericolosa (1941)
- End of the Road, regia di George Blair (1944)
- Road to Alcatraz (1945)
- Venere peccatrice (1946)
- Pugno di ferro (1947)
- S.O.S. jungla! (1948)
- La fossa dei serpenti (1948)
- Miss Mink of 1949 (1949)
- È tardi per piangere (1949)

## Doppiatrici italiane
- Miranda Bonansea in L'incendio di Chicago,